# Nick Hoekstra
Nick Hoekstra (Borne, 12 augustus 1981) is een Nederlands voormalig professioneel voetballer. Hij speelde als middenvelder. Hij kwam uit voor FC Twente in de Eredivisie en voor VVV-Venlo en FC Zwolle in de Eerste divisie. Na afloop van zijn profloopbaan speelde hij nog tot 2011 als amateur in de hoofdklasse, bij Excelsior '31, Quick '20, HSC '21 en  sv. Wilhelminaschool .

## Statistieken
| Seizoen | Club        | Land      | Competitie     | Wed. | Goals |
| ------- | ----------- | --------- | -------------- | ---- | ----- |
| 1999/00 | FC Twente   | Nederland | Eredivisie     | 7    | 0     |
| 2000/01 | FC Twente   | Nederland | Eredivisie     | 0    | 0     |
| 2000/01 | → VVV-Venlo | Nederland | Eerste divisie | 7    | 0     |
| 2001/02 | VVV-Venlo   | Nederland | Eerste divisie | 10   | 0     |
| 2001/02 | → FC Zwolle | Nederland | Eerste divisie | 5    | 0     |
| Totaal  | Totaal      | Totaal    | Totaal         | 29   | 0     |

## Erelijst
| Nationaal               |    |         |
| Kampioen Eerste Divisie | 1x | 2001/02 |